# Five Points (Manhattan)
I Five Points furono un celebre quartiere povero e degradato che si trovava sull'isola di Manhattan a New York, negli Stati Uniti, e il cui centro era all'incrocio delle vie Anthony (in seguito diventata Worth Street), Cross (poi diventata Mosco Street) e Orange (poi diventata Baxter Street). Nel ventunesimo secolo i Five Points corrisponderebbero ad una zona situata a metà strada tra Chinatown e il Distretto finanziario, circa all'incrocio tra Baxter Street e Worth Street.
Il nome Five Points derivava dai cinque angoli del crocicchio principale, anche se nel corso degli anni, l'incrocio ha avuto in realtà anche quattro o sei angoli. Le case che costituivano il quartiere si estendevano dall'attuale Mulberry Street fino a Little Water Street (una via non più esistente orientata da nord a sud e si snodava attraverso l'attuale incrocio tra Worth Street e Centre Street passando attraverso l'area dove si trova il Palazzo di giustizia di New York).

## Storia

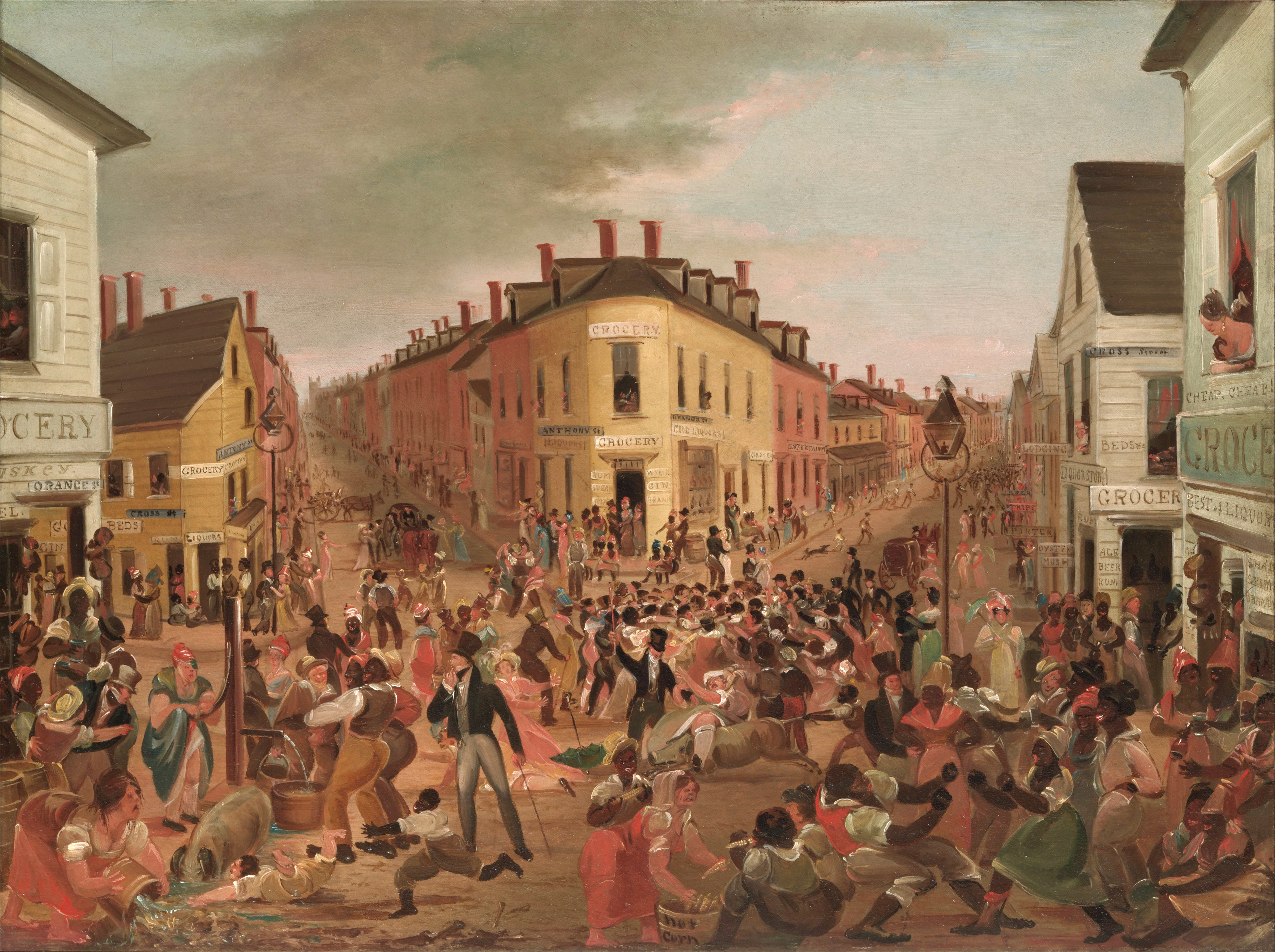
Five Points, George Catlin (1827)

Il quartiere iniziò a sorgere verso il 1820 vicino alla zona dove si trovava il laghetto Collect Pond; in origine fonte di acqua per la città, il laghetto era stato colmato nell'impossibilità di risolvere i suoi gravissimi problemi di inquinamento derivanti dagli scarichi industriali. Il lavoro di bonifica era stato realizzato in maniera inadeguata e le infiltrazioni d'acqua in superficie nella parte sudorientale crearono una palude piena di insetti e contaminata dagli scarichi delle abitazioni che fece precipitare immediatamente il valore dei terreni circostanti. La maggior parte dei residenti appartenenti alle classi media e alta si trasferirono altrove, abbandonando il quartiere nelle mani degli immigrati più poveri che avevano iniziato ad arrivare all'inizio del decennio del 1820, per raggiungere il massimo afflusso nel decennio del 1840 a causa della grande carestia in Irlanda.
Nel periodo di "massimo splendore" dei Five Points, nel mondo occidentale solo certe zone dell'East End di Londra potevano rivaleggiare con essi per concentrazione di criminali, diffusione di malattie, mortalità infantile, disoccupazione, diffusione della prostituzione e dei crimini violenti e altri classiche piaghe tipiche dei bassifondi urbani. Tuttavia rappresentarono la zona dove iniziò a crearsi per la prima volta il fenomeno sociale del melting pot, che in origine riguardò gli afroamericani appena liberati (la schiavitù a New York fu definitivamente abolita il 4 luglio 1827) e gli irlandesi appena arrivati sul continente.
Gli uomini politici espressi dal quartiere, sebbene rozzi, voltagabbana e non certo immuni dalla corruzione, rappresentarono però dei precedenti importanti per le successive elezioni di non anglosassoni a cariche importanti. Nonostante le tensioni tra afroamericani e irlandesi fossero leggendarie, la loro coabitazione ai Five Points fu il primo esempio di integrazione razziale volontaria nella storia degli Stati Uniti. Alla fine la comunità afroamericana dei Five Points si trasferì nel West Side di Manhattan e nell'allora poco sviluppata zona nord dell'isola.

## Criminalità

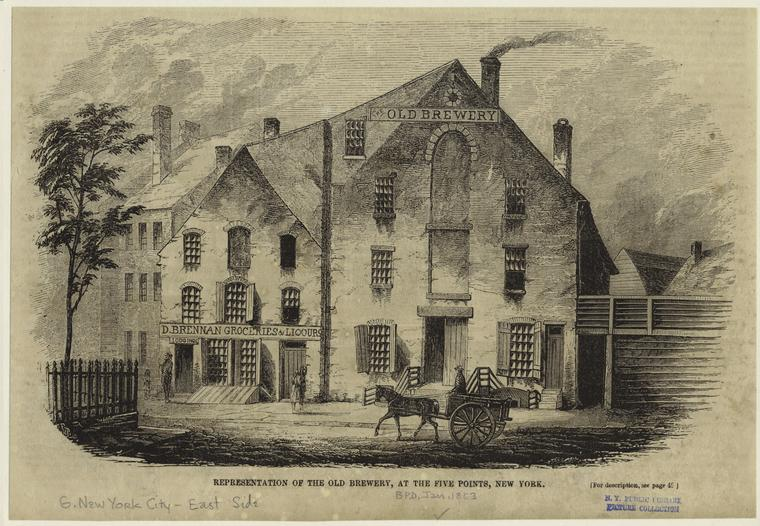
La Old Brewery nel 1853.

Si pensa che i Five Points abbiano avuto il più alto tasso di criminalità di qualsiasi quartiere dei bassifondi del mondo, ben oltre quartieri come Nyanga in Sud Africa o Ciudad Bolivar a Bogotà. Secondo le leggende newyorkesi, in The Old Brewery (Il Vecchio Birrificio) un superaffollato edificio che ospitava fino a 1 000 miserabili, si verificò almeno un omicidio ogni notte per 15 anni, fino alla sua demolizione nel 1852. Altre fonti sostengono che tali dati siano in realtà delle esagerazioni rispetto ai fatti reali.

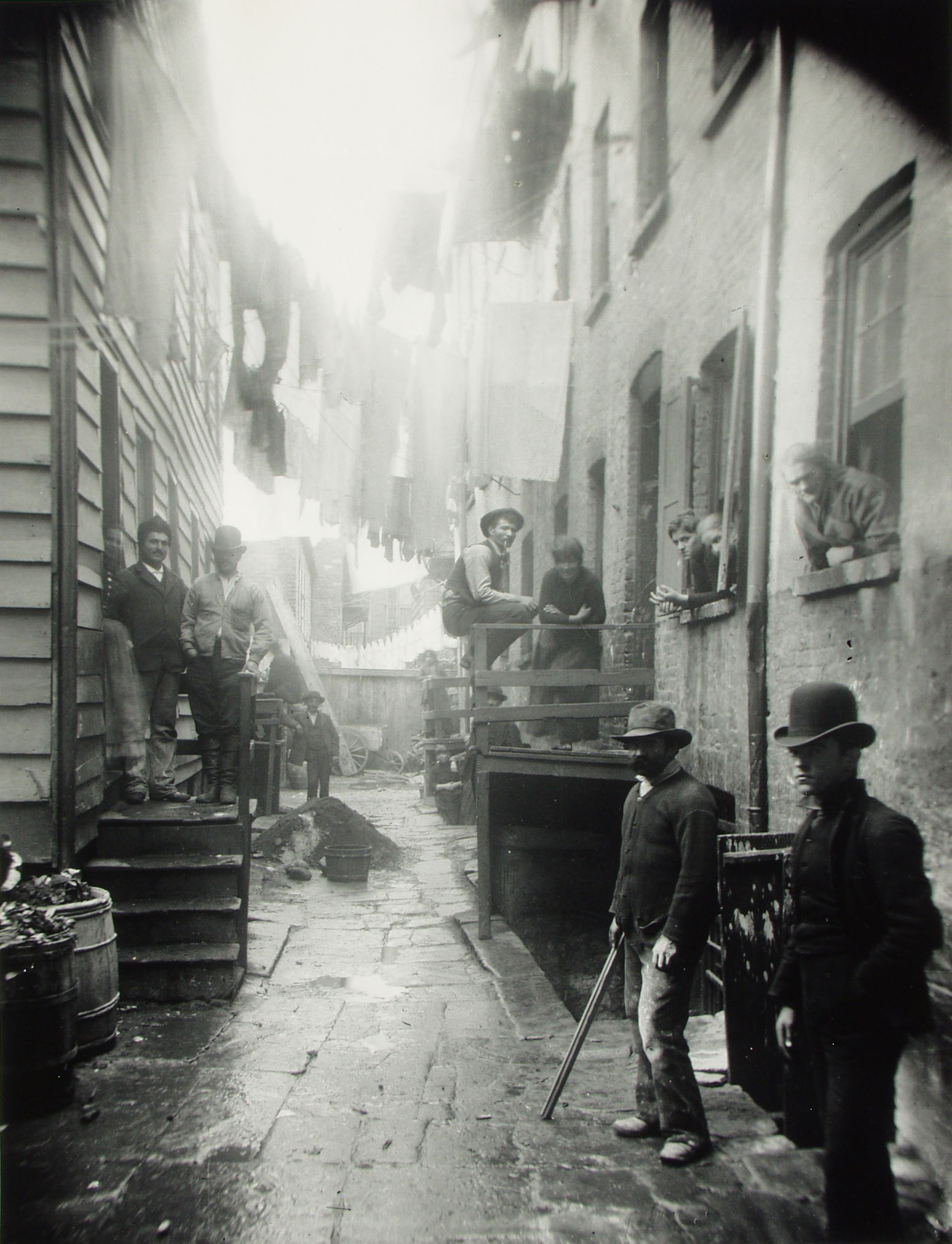
Il Bandit's Roost a Mulberry Street.

I Five Points furono dominati da varie gang rivali tra loro come i Roach Guards, i Dead Rabbits e i Bowery Boys. Secondo quanto scrive Herbert Asbury nel saggio Le Gang di New York, nel 1862 la polizia arrestò 82 072 persone pari a circa il 10% della popolazione della città. Nel 1864 nel quartiere vennero uccisi cinque agenti di polizia. Per rendere l'idea della situazione, Asbury riporta la storia di una ragazzina che viveva ammassata con altre 25 persone in un seminterrato e che venne accoltellata a morte per rubarle una monetina che aveva avuto come elemosina; Asbury racconta che il corpo della ragazza fu lasciato in un angolo della stanza per cinque giorni prima che la madre la seppellisse scavando una tomba improvvisata sul pavimento della stanza stessa.
Sul finire del secolo, il quartiere fu luogo di nascita della Five Points Gang, fondata dall'italo americano Paul Kelly, nella quale militarono famosi gangster come Johnny Torrio, Al Capone, Lucky Luciano e Meyer Lansky.

## Musica
La sala da ballo di Almack (nota anche come Pete Williams's Place), sul lato est di Orange Street appena a sud dell'incrocio con Bayard Street vide la nascita della fusione del reel e delle gighe irlandesi con musiche di origine africana Questa musica e questi balli, nati spontaneamente nelle strade grazie alla competizione tra musicisti e ballerini afroamericani e irlandesi, si consolidarono nel locale di Almack, dando origine in breve tempo al tip-tap e a lungo andare ad un genere di musica popolare da ballo che rappresentò la base per la nascita successiva del jazz e del rock and roll. L'area dove sorgeva la sala è attualmente occupata dal giardino pubblico Columbus Park.

## Demolizione
Tra il 1885 e il 1895 il progetto di ripulire i quartieri malfamati, promosso in particolare da Jacob Riis, il celebre autore del libro fotografico How the Other Half Lives, si concretizzò nella demolizione dei Five Points e nella riqualificazione della zona; si trattò in realtà di una sorta di "vittoria di Pirro", in quanto le masse di poveri si limitarono a spostarsi nell'adiacente quartiere del Lower East Side.
L'area dei Five Points ai giorni nostri è in gran parte occupata da grandi edifici appartenenti all'amministrazione statale e cittadina, noti con il nome di Foley Square, da parchi pubblici come il Columbus Park e il Collect Pond Park e da varie strutture del Dipartimento di Correzione e Giustizia di New York che si raggruppano nella parte meridionale di Centre Street.

## I Five Points nei media
- Dopo aver letto il saggio di Asbury negli anni settanta, il regista Martin Scorsese decise di trarne un film, Gangs of New York, che riuscì a girare solo vari anni dopo e che uscì nel 2002, interpretato da Leonardo DiCaprio, Daniel Day-Lewis e Cameron Diaz.

- Nel film La stangata, girato da George Roy Hill nel 1973, il personaggio del boss della mala Doyle Lonnegan, interpretato da Robert Shaw, viene presentato come originario dei Five Points; per ottenerne la fiducia, il protagonista Johnny Hooker, interpretato da Robert Redford, finge di venire dallo stesso quartiere.

- La serie TV del 2012 Copper trasmessa da BBC America si svolge nel 1864 e narra le gesta del detective irlandese Kevin Corcoran e del suo distretto di polizia nei degradati Five Points.

- Anche la serie TV Netflix del 2018, L’Alienista, è in gran parte ambientata nei Five Points.